# هری والر
هری والر (انگلیسی: Harry Waller; ۱۸۶۴ – تاریخ ورودی نامعتبر است) بازیکن فوتبال بود.
از باشگاه‌هایی که در آن بازی کرده‌است می‌توان به باشگاه فوتبال آرسنال و باشگاه فوتبال لیتون اورینت اشاره کرد.